# Synagoge (Lünen)

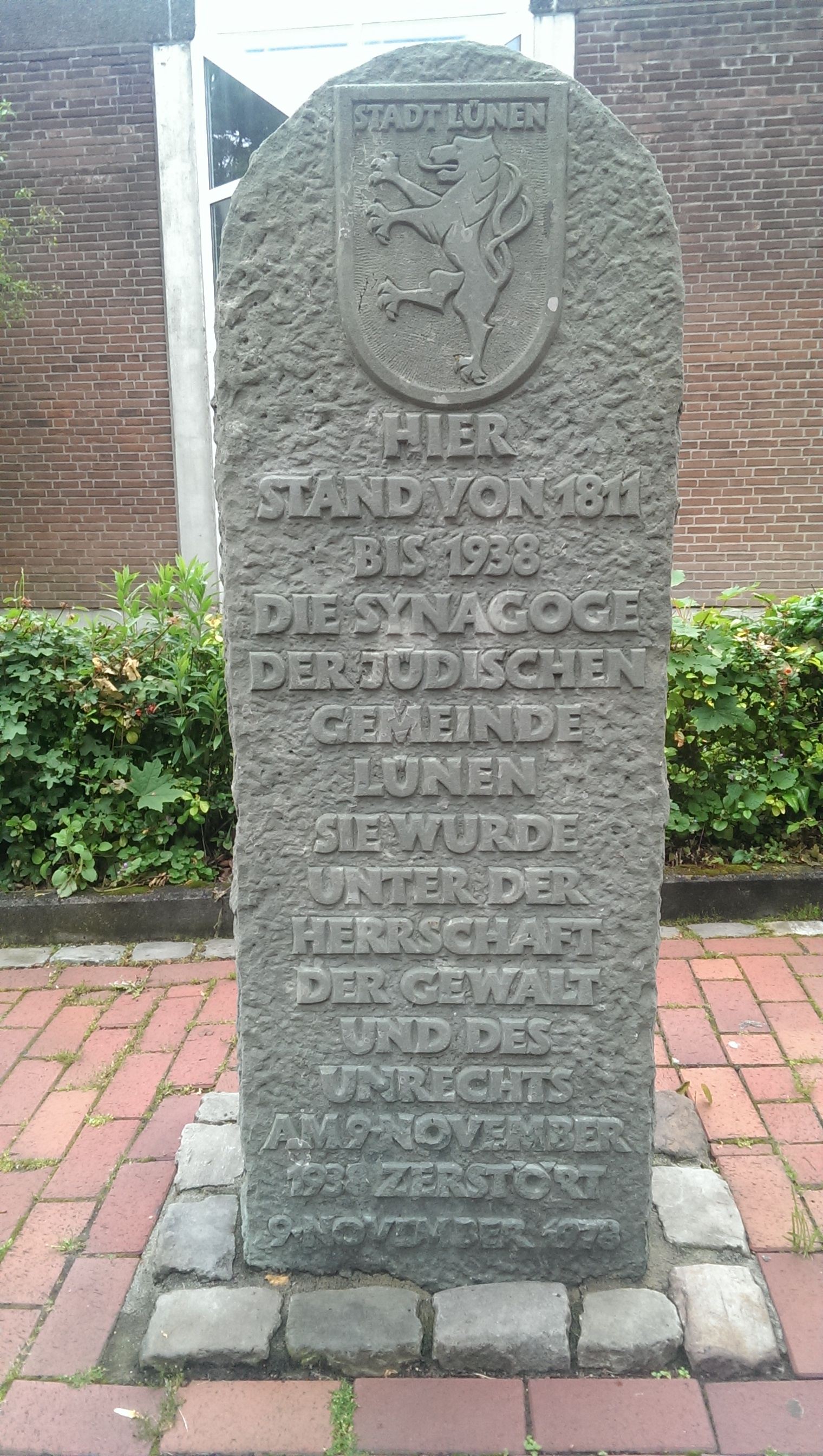
Gedenkstein für die zerstörte Synagoge Lünen

Die Synagoge von Lünen stand an der Kirchstraße 30 in der Großen kreisangehörigen Stadt Lünen. 1811 wurde die Synagoge mit einem Schulraum und einer Wohnung für den Hausmeister errichtet.
Während der Novemberpogrome 1938 wurde die Synagoge von SA- und SS-Leuten angezündet und das gesamte Inventar auf dem Marktplatz verbrannt. Das Feuer in der Synagoge konnte von der Feuerwehr gelöscht werden, sodass das Gebäude die Pogrome leicht beschädigt überstand. Im Zweiten Weltkrieg wurde es aber durch Bombenangriffe völlig zerstört.
Heute erinnert am ehemaligen Standort ein Gedenkstein an die Synagoge von Lünen. Auf deren Gebiet liegen heute der Sankt-Georg-Kirchplatz sowie die Stadttorstraße. Die erste Erwähnung von Juden in Lünen war 1544.